# Saint-Parize-le-Châtel
Saint-Parize-le-Châtel är en kommun i departementet Nièvre i regionen Bourgogne-Franche-Comté i de centrala delarna av Frankrike. Kommunen ligger i kantonen Saint-Pierre-le-Moûtier som tillhör arrondissementet Nevers. År 2022 hade Saint-Parize-le-Châtel 1 216 invånare.

## Befolkningsutveckling
Antalet invånare i kommunen Saint-Parize-le-Châtel
| Referens: INSEE |